# Laguna de Duero
Laguna de Duero és un municipi de la província de Valladolid, a la comunitat autònoma de Castella i Lleó.

## Fills il·lustres
- Nicolás Fernández Arias, compositor musical (1863 - ?)

## Demografia
| 1991  | 1996  | 2001  | 2004  | 2006  |
| ----- | ----- | ----- | ----- | ----- |
| 11579 | 14234 | 19013 | 20396 | 21018 |